# Osvaldo Brandão
Osvaldo Brandão (ur. 18 września 1916 w Taquarze – zm. 29 września 1989 w São Paulo) – piłkarz i trener brazylijski, występujący podczas kariery na pozycji obrońcy.

## Kariera klubowa
Osvaldo Brandão podczas kariery piłkarskiej występował w klubie SE Palmeiras w latach 1942–1946. Z Palmeiras dwukrotnie zdobył mistrzostwo stanu São Paulo – Campeonato Paulista w 1942 i 1944 roku.

## Kariera trenerska
Jeszcze przed zakończeniem kariery piłkarskiej Osvaldo Brandão został trenerem. Pracę trenerską rozpoczął w SE Palmeiras. Z Palmeiras zdobył mistrzostwo stanu São Paulo – Campeonato Paulista w 1947 roku. Podczas pracy w Portuguesie wygrał Turniej Rio - São Paulo w 1952 roku. Po opuszczeniu Portuguesy prowadził Corinthians Paulista, z którym zdobył kolejne mistrzostwo stanu São Paulo oraz Turniej Rio - São Paulo w 1954 roku. Podczas pracy w Corinthians Brandao po raz pierwszy prowadził reprezentacja Brazylii. W roli selekcjonera zadebiutował 17 listopada 1955 w zremisowanym 3-3 meczu z reprezentacją Paragwaju, którego stawką było Copa Oswaldo Cruz 1955, który Brazylia zdobyła. W 1956 roku poprowadził Brazylię do czwartego miejsca na Copa América 1956. Bilans jego pierwszej kadencji selekcjonera to: 6 meczów, 2 zwycięstwa, 3 remisy i jedna porażka przy bilansie bramkowym 7-8.
Po rocznej przerwie powrócił na stanowisko selekcjonera Brazylii w 1957 i doprowadził ją do drugiego miejsca na Copa América 1957. W tym samym roku rozstał się z reprezentacją na początku eliminacji mistrzostw Świata 1958. Bilans jego drugiej kadencji selekcjonera to 8 meczów, 5 zwycięstw, remis i 2 porażki przy bilansie bramkowym 26-10. W latach 1958–1960 po raz kolejny prowadził Palmeiras, z którym po raz kolejny zdobył mistrzostwo stanu São Paulo w 1959 roku. W latach 1961–1963 prowadził argentyńskie CA Independiente. 16 listopada 1965 okazjonalnie poprowadził reprezentację Brazylii w przegranym 0-2 meczu z Arsenalem Londyn. Po pracy w São Paulo FC i Corinthians Paulista powrócił do Independiente, z którym zdobył mistrzostwo Argentyny 1967. Po kolejnej przygodzie w Corinthians, w 1970 roku prowadził urugwajski CA Peñarol.
Po powrocie do Brazylii prowadził po raz kolejny São Paulo FC, z którym zdobył mistrzostwo stanu São Paulo w 1971 roku. W tym samym roku powrócił do Palmeiras. Z Palmeiras zdobył dwukrotnie mistrzostwo Brazylii w 1972 i 1973 oraz mistrzostwo stanu São Paulo w 1972 i 1974 roku. Sukcesy z Palmeiras zaowocowały powrotem na stanowisko selekcjonera reprezentacji Brazylii w 1975. W 1975 odpadł w półfinale z Peru z Copa América 1975. Osvaldo Brandão rozstał się z reprezentacją Brazylii w marcu 1977 roku zastąpiony przez Cláudio Coutinho. Bilans jego ostatniej kadencji to 28 meczów, 22 zwycięstwa, 4 remisy i 2 porażki przy bilansie bramkowym 61-18. Łączny bilans jego pracy z reprezentacją to: 43 mecze, 29 zwycięstw, 8 remisów i 6 porażek przy bilansie bramkowym 94-38. W ostatnich latach pracy trenerskiej trenował SE Palmeiras, Corinthians Paulista i Cruzeiro EC, w którym pożegnał się z futbolem, zdobywając mistrzostwo stanu Minas Gerais – Campeonato Mineiro w 1984 roku.